# Dan Silviu Boerescu
Dan-Silviu Boerescu (n. 28 martie 1963, București) este un scriitor, editor român, fost redactor-șef și director editorial al revistei Playboy.

## Biografie
A absolvit Facultatea de Filologie de la Universitatea București, în 1988, apoi a fost profesor de limba română la Roșiori de Vede până în 1990. A fost redactor-șef al editurii Phoenix din București până în 1996. Între anii 1996-1999 a fost redactor la Muzeul Literaturii Române din București. Din 1999 este redactor-șef și director editorial al revistei Playboy și al altor publicații din cadrul PBR Publishing/Publimedia International din București. A condus publicațiile Playboy pana la sfârșitul anului 2010(Playboy, Playboy Style, Playboy Life, Playboy Fusion, Playmate World) în cadrul grupului editorial Attica Media România
Cunoscut ca membru al Generației 90 și manager al multora dintre membrii ei, critic de direcție, promotor al textelor acestora în colecția „Nouăzeci” (Ed. Phoenix, 1993-1995), în colecțiile „Poeții Orașului București” (Asociația Scriitorilor din București & Cartea Românească, 1997-1999) și „Scriitorii Orașului București” (ASB & CR, 1998-1999),în colecția Pro Logos, în revista proprie - ArtPanorama (1997-1999), în cronicile din reviste (Nouăzeci, Luceafărul etc.), în cadrul Cenaclului Universitas (1985-1989) și al Clubului Profesionist de Lectură (Muzeul Literaturii Române (1996-1999), al unor emisiuni  televizate sau radio, precum și în cadrul multor altor manifestări culturale.
A publicat volume de critică literară și eseu (ficțiuni critice), precum și antologii. A primit diferite premii literare, între care Premiul de critică al Asociației Scriitorilor din București (1998, pentru volumul O slăbiciune pentru pisici) și a avut două nominalizări la Premiile Uniunii Scriitorilor.
A deținut diferite funcții în cadrul Uniunii Scriitorilor din România și a Asociației Scriitorilor din București (secretar al secției de critică, 1996-2000 etc.)
Este menționat în diferite  dicționare literare, enciclopedii și lucrări de specialitate. A semnat numeroase (peste 100) prefețe/postfețe ale unor volume semnate de Nicolae Breban, Augustin Buzura, Horia Gârbea, Mihail Gălățanu, Z. Ornea, Paul Goma etc. În presa literară a publicat peste 1.000 de articole (începând cu 1985).
Referințe critice: Laurențiu Ulici, Alex Ștefănescu, Mircea Mihăieș, Georgeta Dimisianu etc.
Din 1999, odată cu fondarea ediției române a revistei Playboy (al cărei redactor-șef devine), renunță pe rând la funcțiile deținute în instituțiile literare și se retrage din prim-planul activității scriitoricești, susținând doar rubrici (bi)lunare în Cuvântul și Ziarul de duminică. După o pauză editorială de cinci ani, revine în 2006 cu un volum original (Poftele) și cele două traduceri.
În 2008, lansează colecția Lifestyle în cadrul Grupului editorial Trei, o dată cu primul "Ghid al vinurilor" autohton, ediție care urmează să fie reînnoită anual.

## Volume

### Ficțiuni critice
- Climatul temperat-continental și harta sinoptică a poeziei recente (pre-debut în colecția Cartea cea mai mică, 1988, Atelier Literar)
- dublu-debut editorial în 1993 cu Doamna Ovary. Dicționar al Generației 90 și La noapte, pe strada Toamnei (ficțiuni critice, Ed. Phoenix)
- ficțiuni critice: O slăbiciune pentru pisici (Ed. Maxim, 1997) și Păcatele tinereților (Ed. Pontica, 1999)
- Poftele. Dragoste în bucătărie și sex în bibliotecă (Ed. Nemira, 2006)

### Antologii
- Sfâșierea lui Morfeu. Literatura Generației 90 (Ed. Phoenix, 1994)
- Mică antologie a poeziei române (Ed. Regală, 1998)
- Cele mai bune povestiri ale anului: 1995-1996, 1997, 1998, 1999 (toate la Ed. Allfa; primul volum, Chef cu femei urâte (1995-1996, tradus în limba germană în 1997)
- România SF 2001 (Ed. Pro Logos, 2001)

### Traduceri
- La agățat, de Nadine Gordimer (Ed. Allfa, 2006)
- Bob Dylan - Cronica vieții mele, vol. 1 (Ed. Allfa, 2007)

### Colecția Lifestyle
- "Ghidul vinurilor 2008", Ed. Trei, 2007.
- "Grădina Imperiului. 165 de rețete din Basarabia tuturor aromelor" (în colaborare cu Jeni Romanciuc), Ed. Trei, 2008.
- "Istoria erotică a micului dejun, 169 dimineți culinare cu nevasta mea", Ed. Trei, 2008.
- "Cartea vinurilor dulci. 140 de licori senzuale însoțite de sugestii gastronomice", Ed. Trei, 2008.
- "101 vinuri românești de top", Ed. Trei, 2008.
- "Ghidul vinurilor 2009. 365 vinuri, spumante și distilate însoțite de sugestii gastronomice" (în colaborare cu Cătălin Paduraru, Ed. Lifestyle/Trei, 2008. -premiată în cadrul Gourmand World Cookbok Awards 2009.
- "Ghidul vinurilor 2010.365 vinuri, spumante și distilate însoțite de sugestii gastronomice" (în colaborare cu Cătălin Păduraru, Ed. Lifestyle/Trei, 2009

### Ediții
- Constantin Bacalbașa - Dictatura gastronomică. 1501 de rețete din 1935, Ed. Lifestyle/Trei, 2009.